# The Legacy, Vol. 1 (Chet Baker-album)
The Legacy, Vol. 1 från 1995 är ett musikalbum med trumpetaren Chet Baker och NDR Bigband. Det spelades in i Hamburg 1987 men gavs ut först 1995.

## Låtlista
1. Here's That Rainy Day (Jimmy Van Heusen/Johnny Burke) – 5:34
2. How Deep is the Ocean? (Irving Berlin) – 4:52
3. Mister B. (Hal Galper) – 5:10
4. In Your Own Sweet Way (Dave Brubeck) – 7:05
5. All of You (Cole Porter) – 4:50
6. Dolphin Dance (Herbie Hancock) – 7:30
7. Look for the Silver Lining (Jerome Kern/Buddy DeSylva) – 5:31
8. Django (John Lewis) – 5:02
9. All Blues (Miles Davis) – 7:25

## Medverkande
- Chet Baker – trumpet, sång
- NDR Bigband
  - Lennart Axelsson, Heinz Habermann, Paul Kubatsh, Manfred Moch – trumpet
  - Wolfgang Ahlers, Egon Christmann, Manfred Grossmann, Hermann Plato – trombon
  - Herb Geller, Jochen Ment – altsax
  - Harald Ende, Stan Sulzman – tenorsax
  - Werner Ronfeldt – barytonsax, flöjt
  - Wolfgang Schluter – vibrafon
  - Walter Norris – piano
  - John Schroder – gitarr
  - Lucas Lindholm – bas
  - Alex Riel  – trummor
  - Karsten Gorzel, Jorg A. Keller, Horst Muhlbradt – arrangemang